# Zlatý vrch
Zlatý vrch je národní přírodní památka na stejnojmenném vrchu na severu České republiky, v Ústeckém kraji, v okrese Děčín, přibližně 4 km severovýchodně od města Česká Kamenice, asi 1 km východně od její části, vesnice Líska, v západní části Lužických hor. Zlatý vrch byl vyhlášen chráněným územím 18. února 1964 vyhláškou okresním národním výborem v Děčíně. Důvodem ochrany je dokonale vyvinutá sloupcová odlučnost v tělese olivínického alkalického čediče (kamenné varhany) s mimořádnou, až 30metrovou délkou kamenných sloupů. Péčí o území je pověřeno regionální pracoviště Liberecko AOPK ČR.

## Vznik

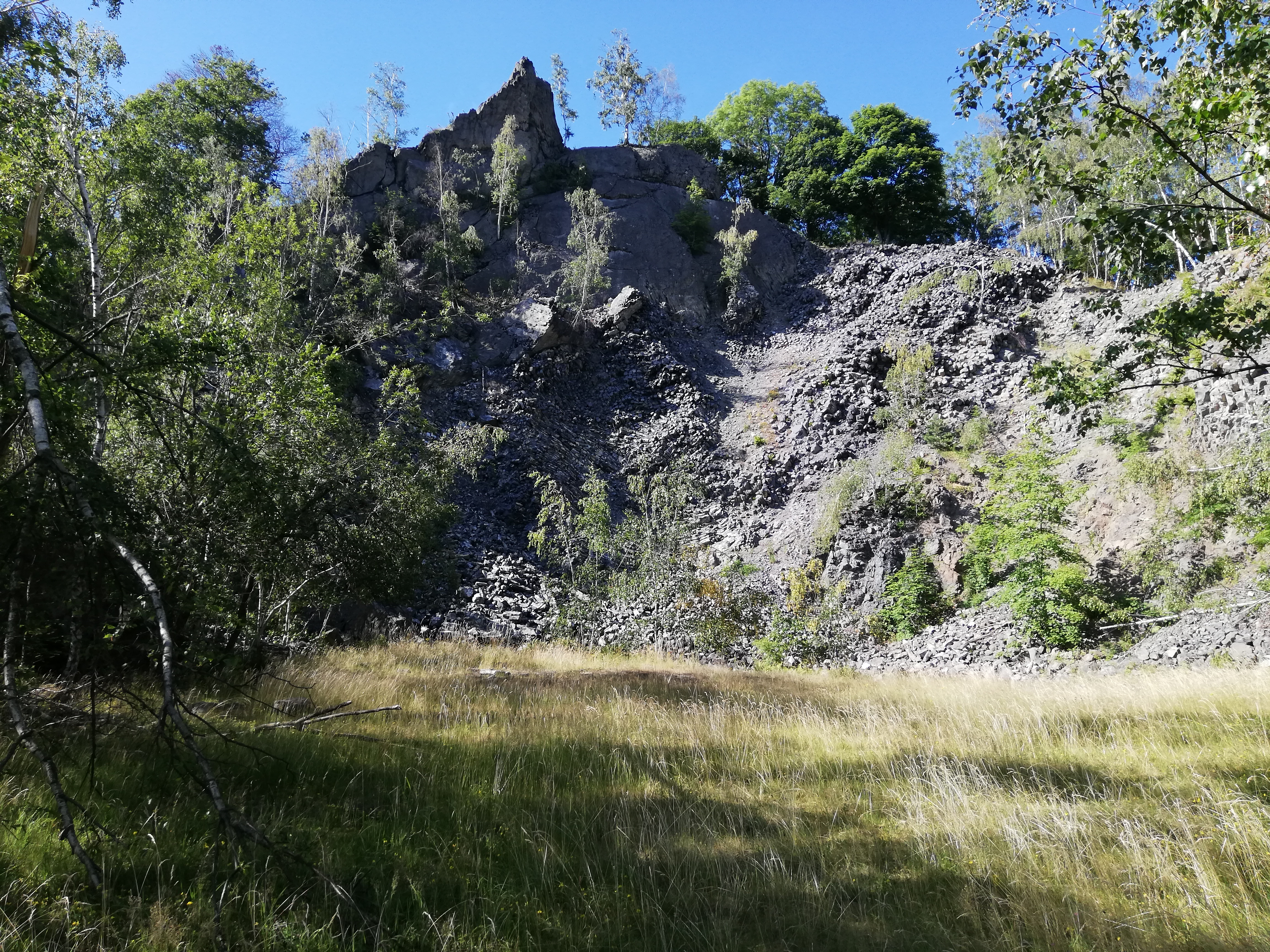
Stříbrný vrch (místo bývalého lomu) sousedící se Zlatým vrchem

Vrch vznikl erozí původně podpovrchové struktury vypreparovaný ze svrchnokřídových pískovců březenského souvrství (Coniac). Lom odkrývá dokonale vyvinutou sloupcovitou odlučnost v tělese olivinického alkalického bazaltu s mimořádnou délkou sloupů. Masiv se skládá ze tří částí. Vrchní ve tvaru „čepice“ je tvořena sklovitým olivinickým čedičem, její nepravidelné sloupce svědčí o tom, že k tuhnutí došlo rychleji. Podložní část je tvořena dlouhými sloupci olivinického čediče, které mohly vzniknout pouze v prostředí s pomalým ochlazováním magmatu a s tepelnými gradienty nijak nerušenými okolními vlivy. Podložní část (v severní části lomu) je tvořená nefelinickým bazanitem.

## Historie lomu
Lom byl na Zlatém vrchu otevřen kolem roku 1870. V roce 1940 byla v lomech (včetně sousedního Stříbrného vrchu) ukončena těžba a oba vrchy byly prohlášeny za chráněné podle říšskoněmeckého zákona na ochranu přírody. Ještě před koncem druhé světové války byla těžba obnovena a pokračovala i po roce 1945. Zlatý vrch byl podruhé vyhlášen chráněným přírodním výtvorem v roce 1964 na základě usnesení Rady ONV Děčín, ale již bez sousedního Stříbrného vrchu. Později byl Zlatý vrch přehlášen na národní přírodní památku. Těžba v lomu byla definitivně zastavena 27. listopadu 1973, kdy byla odkryta celá lomová stěna, kterou tvoří až 30 metrů vysoké, dokonale vyvinuté sloupce olivinického čediče. Čedičové sloupce Zlatého vrchu jsou až dvaapůlkrát delší než na populárnější Panské skále u Práchně, části obce Kamenický Šenov. Těžba v lomu v sousedním Stříbrném vrchu probíhala ještě o několik let déle než na Zlatém vrchu, dlouhé sloupce byly odtěženy a zbyly pouze krátké a nepravidelné zbytky.
Čedičové sloupy ze Zlatého vrchu se pro svou velkou odolnost údajně používaly i při stavbě mořských hrází v Nizozemí.

## Botanika
Skalnatý vrchol Zlatého vrchu a sutěmi pokryté jeho svahy pokrývá přirozeně rozvolněný přibližně 120 let starý řídký bukový les s příměsí klenu (Acer pseudoplatanus), jasanu (Fraxinus) a ojediněle i dubu (Quercus). V jeho podrostu bylo nalezeno 76 různých druhů rostlin, z nichž k nejzajímavějším druhům patří bažanka vytrvalá (Mercurialis perennis), kyčelnice devítilistá (Dentaria enneaphyllos), samorostlík klasnatý (Actaea spicata), kakost smrdutý (Geranium robertianum) a mařinka vonná (Galium odoratum).

## Geomorfologické začlenění
Nadmořská výška vrchu je 656,6 metru. Geomorfologicky spadá do celku Lužické hory, podcelku Kytlická hornatina, okrsku Klíčská hornatina a podokrsku Studenecká hornatina.

## Turistika
Zlatý vrch je zpřístupněn odbočkou červené turistické cesty, která je v úseku kolem Zlatého vrchu též Evropskou dálkovou trasou E3. Dále okolo Zlatého vrchu vede Naučná stezka Okolím Studence o délce 22,5 km, která tu má zastávku číslo 14 a byla zpřístupněna v dubnu 2002. Horolezectví je na Zlatém vrchu zcela zakázáno.